# Nåltrådmossa
Nåltrådmossa (Cephalozia lacinulata) är en levermossart som beskrevs av Richard Spruce. Nåltrådmossa ingår i släktet trådmossor, och familjen Cephaloziaceae. Enligt den finländska rödlistan är arten nationellt utdöd i Finland. Arten har ej påträffats i Sverige. Artens livsmiljö är naturmoskogar.